# Танзанија на Светском првенству у атлетици на отвореном 2022.
Танзанија је учествовала на 18. Светском првенству у атлетици на отвореном 2022. одржаном у Јуџину  од 15. до 25. јула осамнаести пут, односно учествовала је на свим првенствима до данас. Репрезентацију Танзаније представљала су 2 атлетичара који су се такмичили у маратону.,
На овом првенству такмичари Танзаније нису освојили ниједну медаљу.
У табели успешности према броју и пласману такмичара који су учествовали у финалним такмичењима (првих 8 такмичара) Танзанија је са 1 учесником у финалу делила 67. место са 2 бода.
| Пл.  | Земља     | 1. место | 2. место | 3. место | 4. место | 5. место | 6. место | 7. место | 8. место | Бр. фин. | Бод. |
| ---- | --------- | -------- | -------- | -------- | -------- | -------- | -------- | -------- | -------- | -------- | ---- |
| =67. | Танзанија | 0        | 0        | 0        | 0        | 0        | 0        | 1        | 0        | 1        | 2    |

## Учесници
Мушкарци:
- Габријел Џералд Гиј — Маратон
- Емануел Гиники Гисамода — Маратон

## Резултати

### Мушкарци
| Атлетичар               | Дисциплина | Лични рекорд | Квалификације     | Квалификације     | Полуфинале | Полуфинале | Финале      | Финале      | Детаљи |
| Атлетичар               | Дисциплина | Лични рекорд | Резултат          | Место             | Резултат   | Место      | Резултат    | Место       | Детаљи |
| ----------------------- | ---------- | ------------ | ----------------- | ----------------- | ---------- | ---------- | ----------- | ----------- | ------ |
| Габријел Џералд Гиј     | Маратон    | 2:04:55      |                   |                   |            |            | 2:07:31 ЛРС | 7 / 55 (73) |        |
| Емануел Гиники Гисамода | Маратон    | 2:10:39      | Није завршио трку | Није завршио трку |            |            |             |             |        |